# Brazzeia soyauxii
Brazzeia soyauxii là một loài thực vật có hoa trong họ Lecythidaceae. Loài này được (Oliv.) Tiegh. mô tả khoa học đầu tiên năm 1905.